# Mercedes-Benz W110
La W110 è una berlina di fascia medio-alta prodotta dalla casa automobilistica tedesca Mercedes-Benz tra il 1961 ed il 1968.

## Storia e profilo
Derivata dalla più grande W111, la W110 venne soprannominata allo stesso modo, Heckflosse  (che tradotto significa "pinna caudale"), anche perché il tetto, le portiere e la parte posteriore della carrozzeria erano le stesse. 
La W110  aveva però un frontale semplificato (due fari circolari singoli anziché doppi disposti in verticale, e mascherina dal disegno meno elaborato), un passo accorciato di 5 cm (nella zona compresa tra la ruota anteriore e la portiera anteriore), uno sbalzo anteriore ridotto, motori solo a 4 cilindri, carrozzeria meno ricca di cromature e allestimento interno semplificato.
La meccanica, motori a parte, era identica a quella della W111.

Il compito affidato ai modelli della serie W110 era quello di andare a sostituire la 190b Ponton, oramai piuttosto datata nelle linee.  Come nel caso dell'antenata e di tutti i modelli prodotti negli anni cinquanta e sessanta, fu l'équipe guidata da Friedrich Geiger, con la supervisione di Karl Wilfert, a ridisegnare il frontale della nuova vettura.

La famiglia W110 è universalmente considerata la diretta antesignana della Classe E.

Al momento dell'esordio (1961) erano disponibili 2 motori (gli stessi delle precedenti 190 Ponton) 4 cilindri in linea. Uno a benzina (con alimentazione a carburatore) di 1897cm³ da 80cv, l'altro diesel di 1988 cm³ da 55cv. Commercialmente i modelli erano denominati 190c e 190Dc, per riprendere dalla nomenclatura dei due modelli precedenti, denominati 190b e 190Db.

L'impianto frenante era a 4 tamburi, con circuito idraulico, mentre il cambio era a 4 marce. Le sospensioni erano a ruote indipendenti con avantreno a doppio trapezio e barra antirollio, e retrotreno a ponte oscillante con articolazione centrale e mollone centrale di compensazione. Su entrambi gli assi erano presenti molle elicoidali ed ammortizzatori idraulici.

A partire dal 1962, in opzione nella gamma W110 poteva essere richiesto il cambio automatico, mentre dal 1963 vi furono importanti aggiornamenti all'impianto frenante, che divenne servoassistito, a doppio circuito idraulico e di tipo misto, cioè con dischi all'avantreno e tamburi al retrotreno. Dallo stesso anno, si poteva avere a richiesta il retrotreno a sospensioni pneumatiche.

Nel 1965, grazie ad alcuni ritocchi quasi impercettibili alla carrozzeria, la gamma venne rinnovata.  Il 4 cilindri a benzina crebbe da 1897 a 1988 cm³ e, grazie all'adozione di 2 carburatori, raggiunse la potenza di 95cv. Al top della gamma a benzina venne introdotto il 6 cilindri il linea di 2306 cm³ a carburatori della 230 S W111, ma depotenziato a 105cv (erano 120 sulla 230 S). Si trattava dell'unica W110 con motore a 6 cilindri ed andava a porsi al top di gamma, poiché si trovava a dover sostituire la 220b, facente parte della più lussuosa famiglia W111. Nessuna novità motoristica per la diesel. Sull'intera gamma così rinnovata, si poteva inoltre avere a richiesta il retrotreno a sospensioni idropneumatiche, ma di serie si continuava ad utilizzare lo schema di base previsto fin dal 1961. Commercialmente le versioni post-restyling erano: 200, 230 e 200 D

Tra il 1966 ed il 1967 venne introdotta nel mercato anche una versione giardinetta su base W110. Tale versione, denominata Universal, era prodotta presso la IMA, una carrozzeria belga sita a Malines. Le Universal erano proposte nelle tre versioni previste dopo l'aggiornamento del 1965. In più, vi era anche la 230S Universal, che però era basata sulla W111. Tutte le Universal montavano di serie il retrotreno a sospensioni idropneumatiche.

La sostanziale identità stilistica (anche se il passo accorciato e lo sbalzo anteriore ridotto rendevano la W110 più corta di 14.5 cm rispetto alla W111) con le più prestigiose versioni a 6 cilindri, favorirono il successo delle 190. Ma tale somiglianza fu invece il motivo per cui di lì a poco tempo i più prestigiosi modelli W111 e W112 oramai troppo simili alla più spartana W110, sarebbero stati sostituiti da un nuovo modello più grande e lussuoso.

Quanto alle W110, nel 1968 esse lasciarono il posto alle più moderne Mercedes-Benz W114 e W115.

## Caratteristiche tecniche
Nella seguente tabella vengono mostrate le caratteristiche dei vari modelli della serie W110.
| Modello | Codice telaio | Sigla motore         | Cilindrata cm³ | Potenza CV/rpm | Coppia Nm/rpm | Velocità max | 0–100 km/h s | Anni di produzione | Esemplari prodotti |
| ------- | ------------- | -------------------- | -------------- | -------------- | ------------- | ------------ | ------------ | ------------------ | ------------------ |
| 190c    | 110.010       | M121B V (121.924)    | 1897           | 80/5000        | 142/2500      | 150          | 18"          | 4/61-8/65          | 130.554            |
| 200     | 110.010       | M121B IX (121.940)   | 1988           | 95/5200        | 154/3600      | 160          | 15"          | 7/65-2/68          | 70.207             |
| 190Dc   | 110.010       | OM621 III (621.912)  | 1988           | 55/4200        | 117/2400      | 125          | 29"          | 6/61-8/65          | 225.645            |
| 200D    | 110.010       | OM621 VIII (621.918) | 1988           | 55/4200        | 117/2400      | 130          | 29"          | 7/65-2/68          | 161.618            |
| 230     | 110.011       | M180 VI (180.945)    | 2306           | 105/5200       | 173/3600      | 170          | 14"          | 1965-66            | 40.258             |
| 230     | 110.011       | M180 VIII (180.947)  | 2306           | 120/5400       | 179/4000      | 175          | 13"          | 1966-68            | 40.258             |